# Побєда (Кальміуський район)
Побє́да — село в Україні, у Кальміуській міській громаді Кальміуського району Донецької області. Населення становить 727 осіб.

## Загальні відомості
Відстань до Старобешева становить близько 28 км і проходить автошляхом місцевого значення.
Землі села межують із Матвієво-Курганським районом Ростовської області Російської Федерації.
29 серпня 2014-го під селом Побєда лишився прикривати відхід підрозділу із Іловайська та загинув майор 93-ї бригади Олексій Борищак, тоді ж загинули Володимир Вільковський й Віктор Ілляшенко.
Із 2014 р. внесено до переліку населених пунктів на Сході України, на яких тимчасово не діє українська влада.

## Населення
За даними перепису 2001 року населення села становило 727 осіб, із них 23,11 % зазначили рідною мову українську та 74,14 % — російську.